# 庫貝
45°47′33″N 28°44′51″E / 45.79250°N 28.74750°E

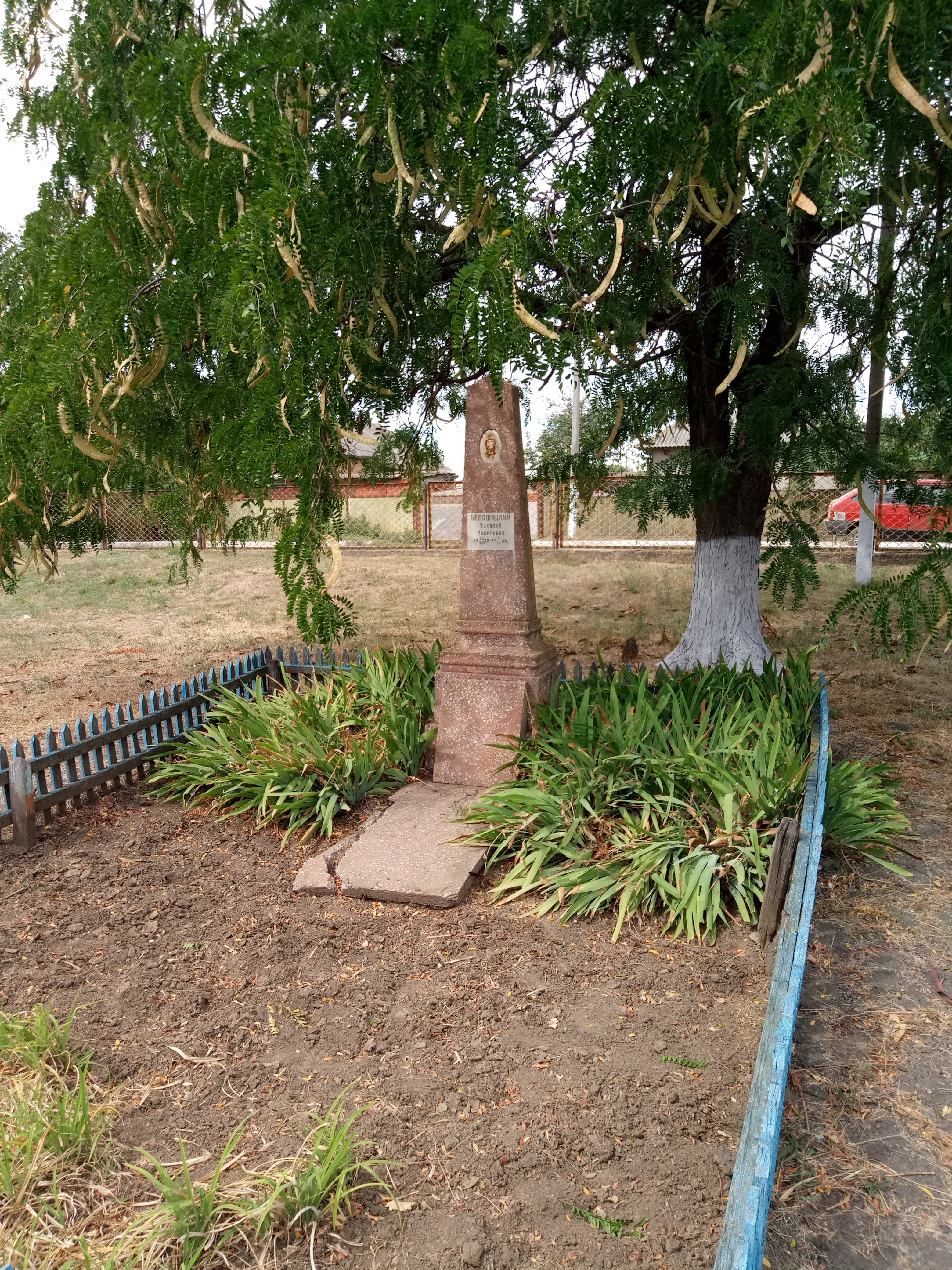
烈士墓

庫貝（烏克蘭語：Кубей），1945-2016年舊名切爾沃諾阿爾米伊斯凯（烏克蘭語：Червоноармійське），是位於烏克蘭西南部的村莊，由敖德萨州博爾赫拉德區的庫貝市鎮負責管轄，並為該市鎮的行政中心。該村處於卡拉蘇拉克河畔，始建於1809年，面積6.12平方公里，海拔高度91米，2001年人口6,544。